# كايزرليش فيرفت فيلهلمسهافن

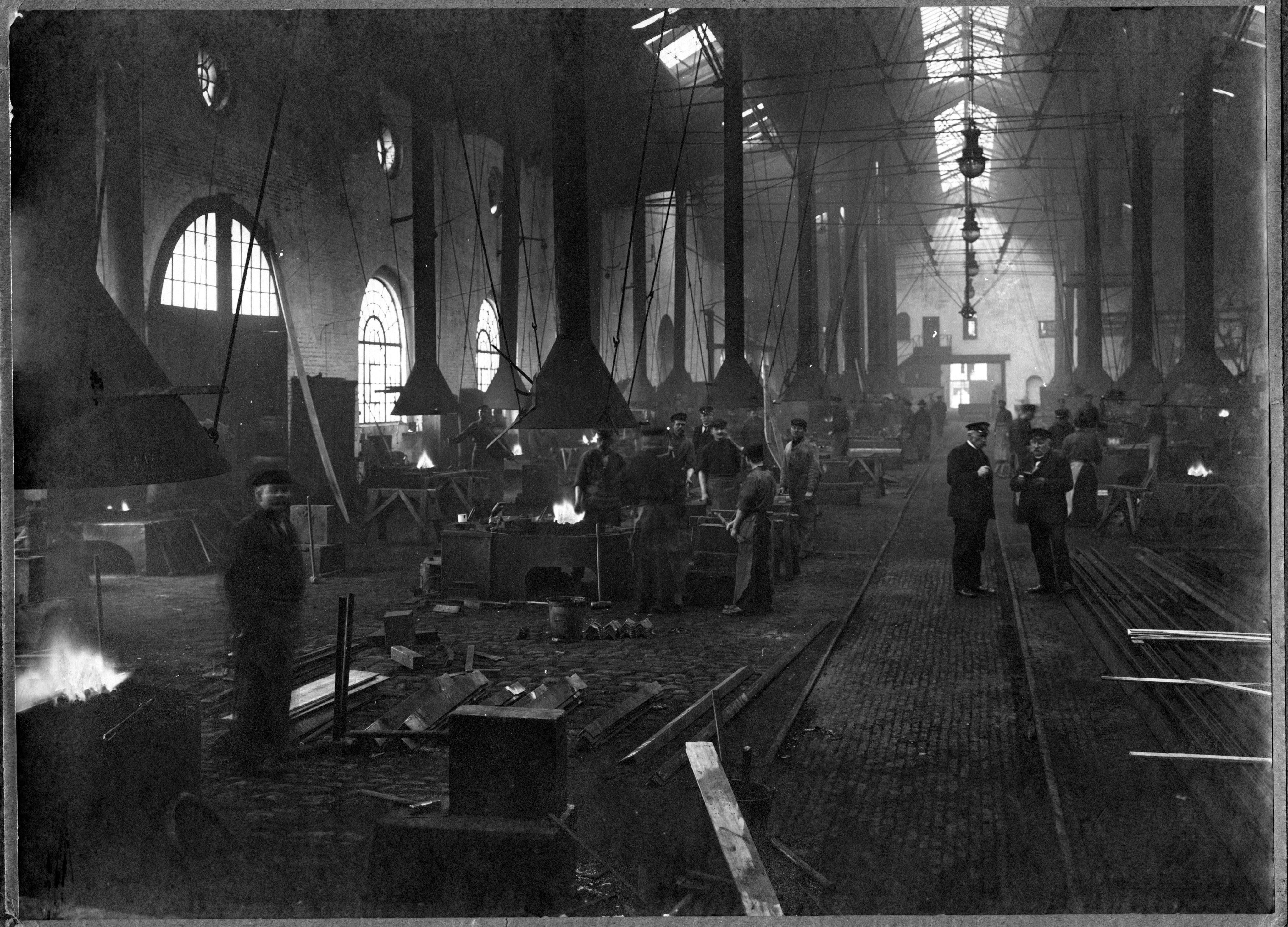
كايزرليش فيرفت فيلهلمسهافن

كايزرليش فيرفت فيلهلمسهافن (وتعرف كذلك فيلهيلمسهافن الامبراطورية لبناء السفن) كانت شركة بناء سفن ألمانية ومقرها في فيلهلمسهافن، التي تأسست في عام 1871 وأغلقت في عام 1918. كانت هذه الشركة مع كلا من شركتي كونيغليش فيرفت دانزيغ وكايزرليش فيرفت كيل واحدة من ثلاث أحواض بناء السفن التي أنتجت السفن الحربية للبحرية البروسية والبحرية الإمبراطورية الألمانية التي تلتها. مع نهاية الحرب العالمية الأولى تم إغلاق جميع أحواض السفن الإمبراطورية الثلاثة، ولكن أعيد فتح حوض بناء السفن فيلهيلمسهافن في عام 1919، أولا باسم Reichsmarinewerft Wilhelmshaven، وبعد عام 1935 سميت Kriegsmarinewerft Wilhelmshaven.